# オールト (小惑星)
オールト (1691 Oort) は、小惑星帯に位置する小惑星。ハイデルベルクでドイツの天文学者カール・ラインムートが発見した。
オールトの雲を提唱した事で知られるオランダの天文学者、ヤン・オールトに因んで命名された。